# Masahiko Shimada

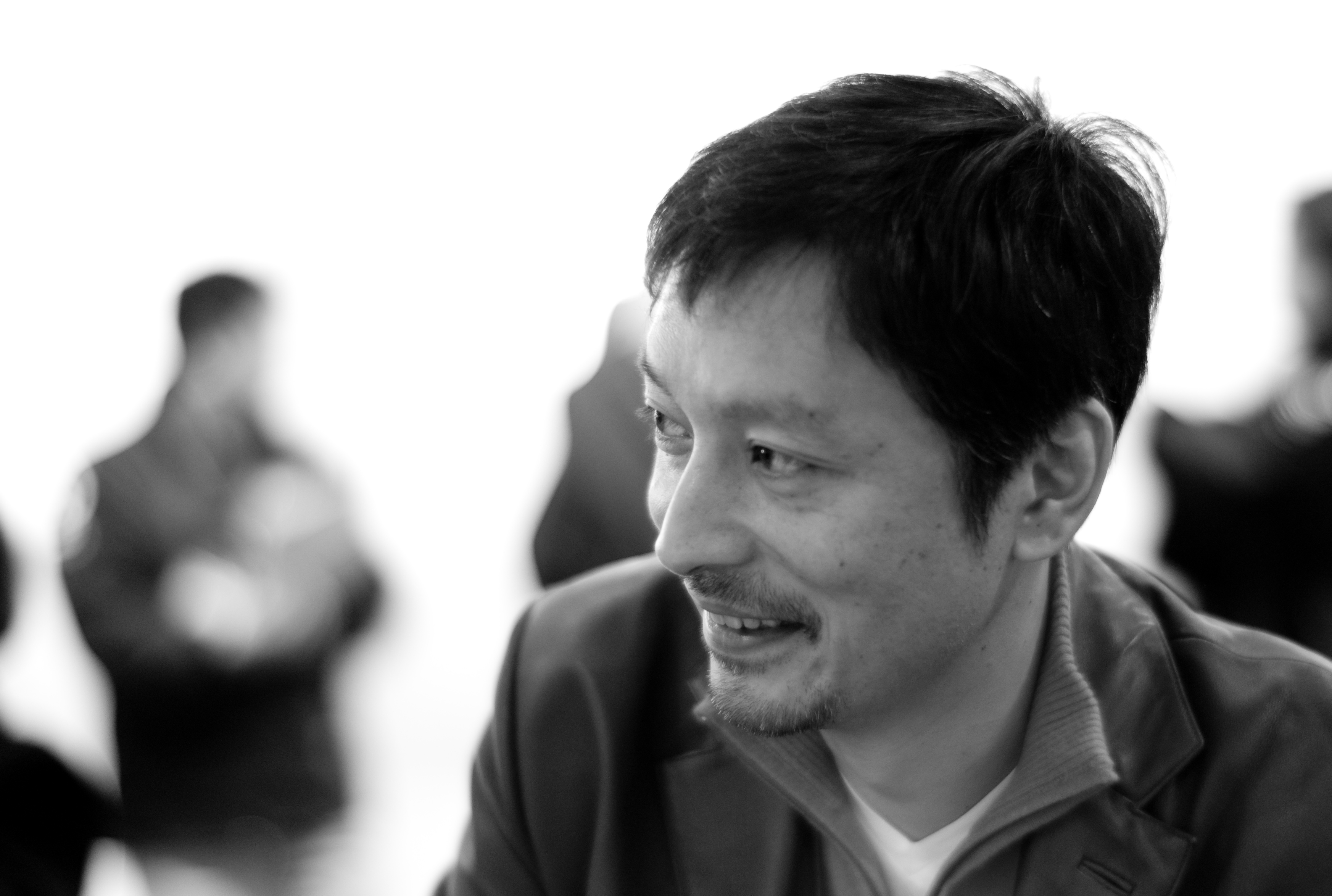
Masahiko Shimada, 2007

Masahiko Shimada (japanisch 島田 雅彦, Shimada Masahiko; * 13. März 1961 in der Präfektur Tokio) ist ein japanischer Schriftsteller.
Shimada wuchs in Kawasaki auf und studierte an der Universität Tokio Russisch und osteuropäische Sprachen. Sein Debütroman Yasashii sayoku no tame no kiyūkyoku (優しいサヨクのための嬉遊曲, „Divertimento für eine sanfte Linke“; 1983) wurde für den Akutagawa-Preis nominiert. Für seinen nächsten Roman Muyū ōkoku no tame no ongaku (夢遊王国のための音楽, „Musik für ein schlafwandelndes Königreich“) erhielt er im Folgejahr den Noma-Literaturpreis für Debütanten. Es folgten weitere Romane, eine Sammlung von Kurzgeschichten unter dem Titel Donna Anna (ドンナ・アンナ) sowie eine sozial-pathologische Studie über AIDS (未確認尾行物体, Mikakunin bikō buttai).
In den 1990er Jahren gründete und leitete er eine eigene Theatergruppe und inszenierte das eigene Stück Ulalium (ユラリウム, Yurariumu). Zudem übernahm er eine Rolle in Ryū Murakamis SM-Film Tokio Dekadenz und ließ sich von dem Aktphotographen Nobuyoshi Araki fotografieren. 1992 erhielt er den Izumi-Kyōka-Literaturpreis für Higan-sensei (彼岸先生), 2006 den Itō-Sei-Literaturpreis für Taihai shimai (退廃姉妹) und 2016 den Mainichi-Kulturpreis für Sorajin no hoshi. Von 2000 bis 2003 gehörte er zum Auswahlkomitee des Mishima-Preises. Shimada unterrichtet seit 2003 an der Hōsei-Universität.

## Werke (Auswahl)
- Das ‚real life’ eines Pseudo-Schriftstellers (偽作家のリアルライフ, Nisesakka no riaru raifu, 1986), aus dem Japanischen von einer Hamburger Übersetzer-AG (Hitomi Kenji, Komachi Hanae, Eva Ruppelt, Sabine Windelen) unter der Leitung von Miyazaki Noboru. In: Japan. Lesebuch II, herausgegeben von Peter Pörtner. konkursbuchverlag, Tübingen 1990. ISBN 3-88769-046-X.
- Der Delphin in der Wüste (砂漠のイルカ, Sabaku no iruka, 1988). Aus dem Japanischen von Reinold Ophüls-Kashima. In: Verführerischer Adlerfarn - Anthologie japanischer Erzählungen, herausgegeben von Hannelore Eisenhofer-Halim und Peter Pörtner, konkursbuchverlag, Tübingen 1999. ISBN 3-88769-077-X.
- Auf der Suche nach Miss Sahara (ミス・サハラを探して チュニジア紀行, Missu Sahara wo sagashite chunijia kikō, 1998), aus dem Japanischen von Janine Höfer. In: Kagami. Japanischer Zeitschriftenspiegel. Neue Folge, Heft 50, Gesellschaft für Natur- und Völkerkunde Ostasiens e. V., Hamburg 2001.
- Freiwillige Selbsthinrichtung (自由死刑, Jiyū shikei, 1999). Aus dem Japanischen von Thomas Hackner. Abera Verlag, Hamburg 2014, ISBN 978-3-939876-15-1.